# Mogelsberg
Mogelsberg foi uma comuna da Suíça, no Cantão São Galo, com cerca de 2.213 habitantes. Estendia-se por uma área de 32,96 km², de densidade populacional de 67 hab/km². Confinava com as seguintes comunas: Brunnadern, Degersheim, Ganterschwil, Hemberg, Lütisburg, Oberhelfenschwil, Sankt Peterzell, Schwellbrunn (AR).
A língua oficial nesta comuna era o Alemão.

## História
Em 1 de janeiro de 2009, passou a formar parte da nova comuna de Neckertal.